# Milla Korhonen
Milla Korhonen (...) è una giocatrice di football americano finlandese, che gioca come wide receiver per le Kuopio Steelers..

## Palmarès
- 2 Naisten I-divisioona (Kuopio Steelers, 2024)